# 黃真英
黃真英（韓語：황진영），韓國電視劇編劇。

## 作品

### 電視劇
- 2011年：MBC《絕頂》
- 2013年：MBC《帝王之女守百香》
- 2017年：MBC《逆賊：偷百姓的盜賊》
- 2023年：MBC《戀人》

### 電影
- 2008年：《霜花店》

## 獲獎
- 2017年：MBC演技大獎 - 作家獎（逆賊：偷百姓的盜賊）

## 外部連結
- NAVER搜索